# 达尔比南森林国家公园
达尔比南森林国家公园（瑞典語：Dalby Söderskog）位于瑞典南部斯科讷省的隆德。面积约0.36平方公里。